# Petra Thümer
Petra Thümer, née le 29 janvier 1961 à Karl-Marx-Stadt, est une ancienne nageuse est-allemande spécialiste des épreuves en nage libre.

## Palmarès

### Jeux olympiques
- Jeux olympiques de 1976 à Montréal (Canada) :
  -  Médaille d'or sur 400 m nage libre.
  -  Médaille d'or sur 800 m nage libre

### Championnats d'Europe
- Championnats d'Europe 1977 à Jönköping (Suède) :
  -  Médaille d'or sur 200 m nage libre.
  -  Médaille d'or sur 400 m nage libre.
  -  Médaille d'or sur 800 m nage libre.